# Pompignac
Pompignac là một xã trong tỉnh Gironde, thuộc vùng Nouvelle-Aquitaine của nước Pháp, có dân số là 2529 người (thời điểm 1999). Xã nằm trong vùng đô thị của thành phố Bordeaux. Trong khi Pompignac trong năm 1962 chỉ có 721 dân cư thì 1999 đã có dân số là 2.529 người. Pompignac là một phần của vùng Entre-Deux-Mers.